# Tellancourt
Tellancourt ist eine französische Gemeinde mit 638 Einwohnern (Stand 1. Januar 2022) im Département Meurthe-et-Moselle in der Region Grand Est (bis 2015 Lothringen). Sie gehört zum Arrondissement Val-de-Briey und zum Gemeindeverband Communauté de communes Terre Lorraine du Longuyonnais.

## Geografie
Die Gemeinde Tellancourt liegt an der Grenze zu Belgien, etwa zehn Kilometer westlich von Longwy. Das Gemeindegebiet erstreckt sich auf einem wenig gegliederten Plateau zwischen den tief einschneidenden Tälern der Flüsse Ton im Norden und Chiers im Süden. Nachbargemeinden von Tellancourt sind Saint-Pancré im Norden, Fresnois-la-Montagne im Südosten, Viviers-sur-Chiers (Berührungspunkt) im Süden, Longuyon im Südwesten sowie Virton (Belgien) im Nordwesten.

## Geschichte
In der Zeit des Ancien Régime gehörte Tellancourt zum Herzogtum Bar.
Für die Leistungen im Ersten Weltkrieg bekam Tellancourt die Auszeichnung Croix de guerre mit Palmenzweig.

### Bevölkerungsentwicklung
| Jahr      | 1962 | 1968 | 1975 | 1982 | 1990 | 1999 | 2006 | 2015 | 2022 |
| --------- | ---- | ---- | ---- | ---- | ---- | ---- | ---- | ---- | ---- |
| Einwohner | 477  | 522  | 571  | 533  | 480  | 523  | 585  | 551  | 638  |

Im Jahr 1946 wurde mit 230 Bewohnern die bisher geringste Einwohnerzahl ermittelt. Die Zahlen basieren auf den Daten von cassini.ehess und INSEE.

## Sehenswürdigkeiten
- Pfarrkirche Mariä Himmelfahrt aus dem im 18. Jahrhundert: 1843 um den Glockenturm erweitert, 1868 restauriert und nach Beschädigungen im Ersten Weltkrieg 1928 saniert
- Kapelle Unserer Lieben Frau von Walcourt an der Straße nach Longuyon, 1839 errichtet
- Lavoir aus dem 18. Jahrhundert, 1857 restauriert und erweitert

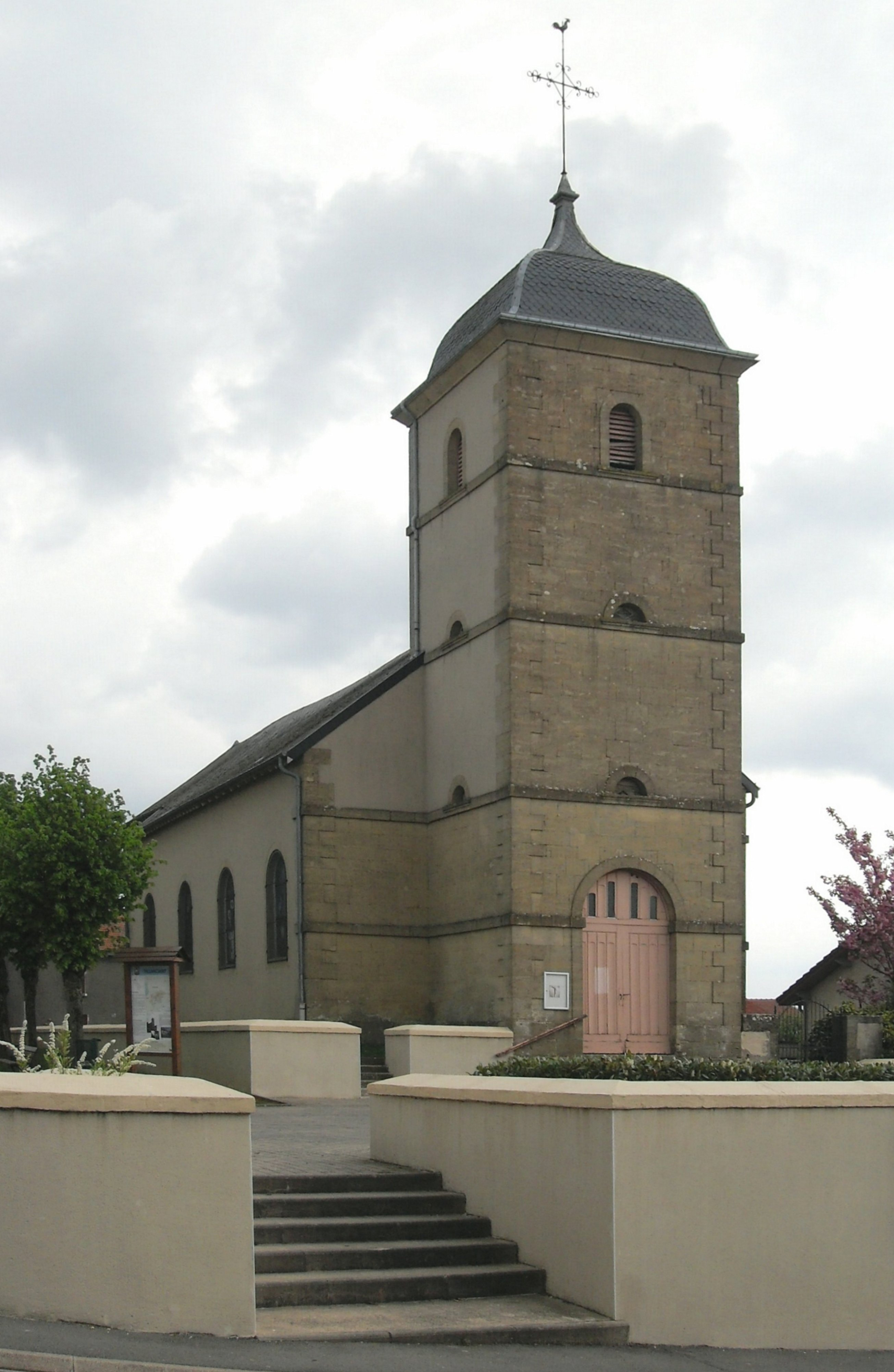
Pfarrkirche Mariä Himmelfahrt
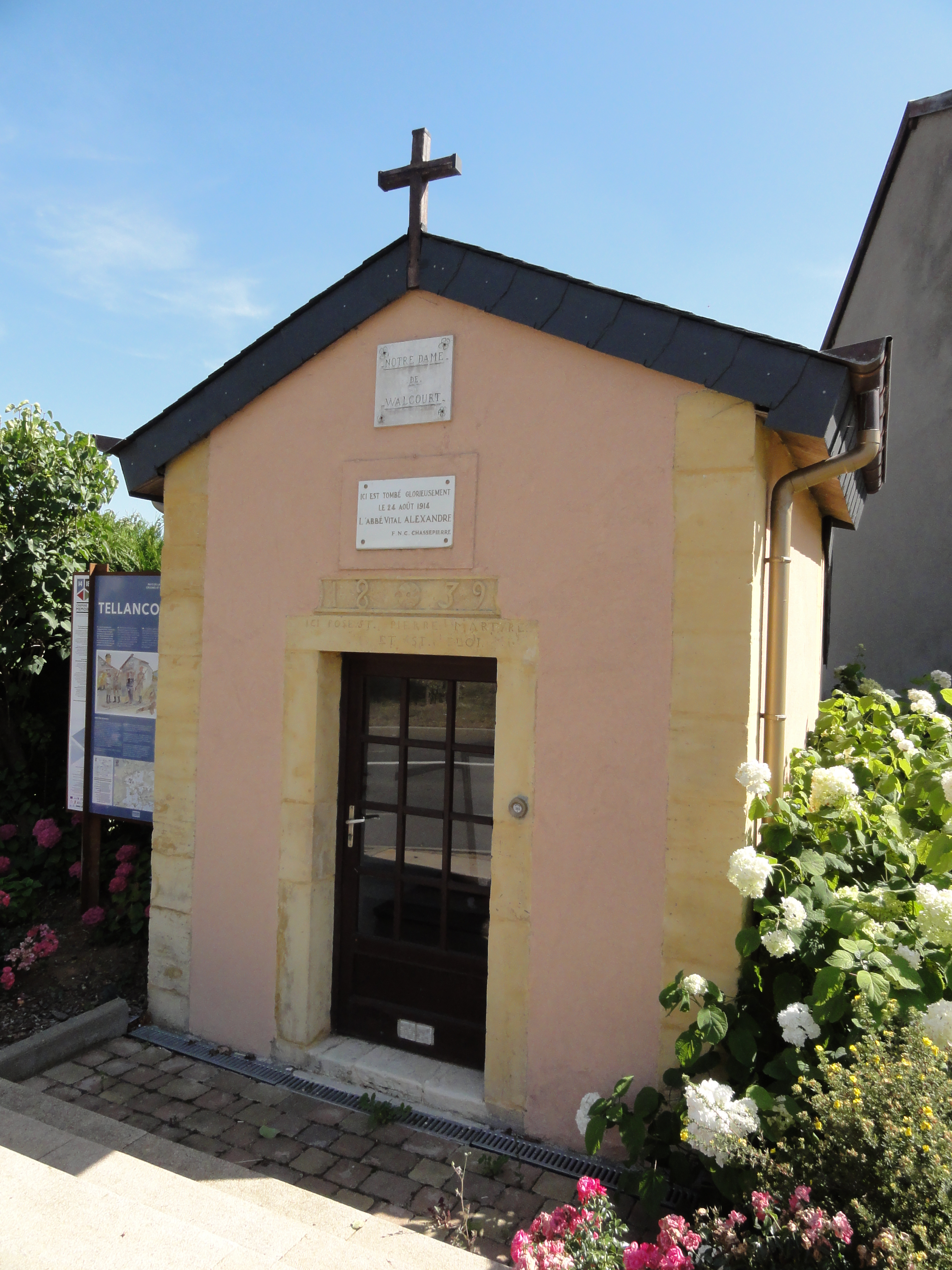
Kapelle Notre-Dame-de-Walcourt
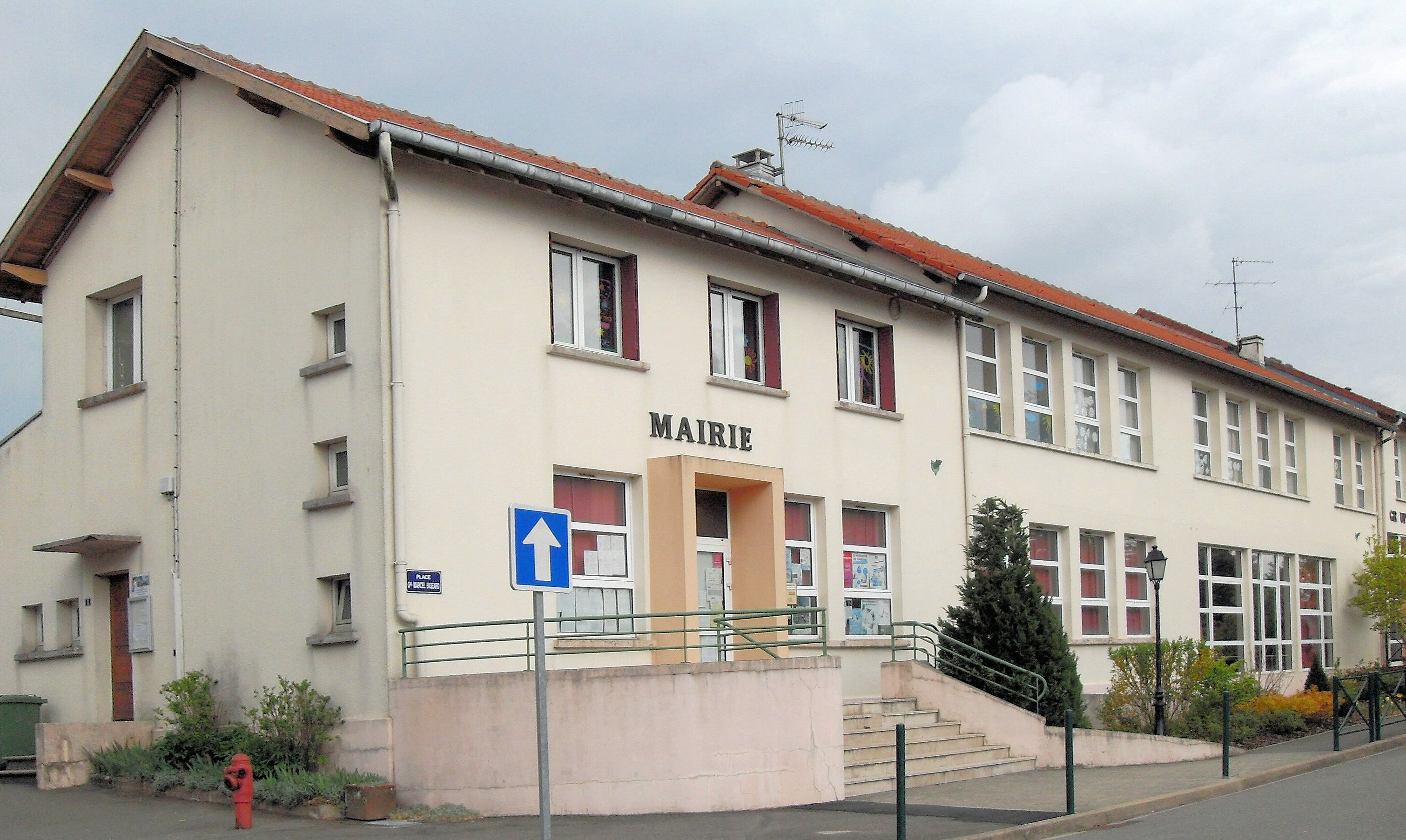
Mairie Tellancourt

## Wirtschaft und Infrastruktur
In der Gemeinde sind sechs Landwirtschaftsbetriebe ansässig (Getreideanbau, Rinderzucht).
Durch Tellancourt führt die Fernstraße von Longwy nach Sedan als Teil der Europastraße 44 von Le Havre nach Luxemburg. Weitere Straßen verbinden Tellancourt mit dem belgischen Virton sowie weiteren umliegenden Gemeinden. Der nächste Bahnhof befindet sich im acht Kilometer entfernten Longuyon an der Bahnstrecke Charleville-Mézières-Thionville.

## Belege
1. ↑  Wappenportal genealogie-lorraine.fr. Archiviert vom Original am 1. Februar 2016; abgerufen am 16. März 2022 (französisch).
2. ↑  Tellancourt auf cassini.ehess
3. ↑  Tellancourt auf INSEE
4. ↑  Landwirtschaftsbetriebe auf annuaire-mairie.fr (französisch)